# Gitstappermolen
De Gitstappermolen is een in 1377 gestichte watermolen in Vlodrop, gemeente Roerdalen, provincie Limburg.
De watermolen, een rijksmonument, is een zogenaamde middenslagmolen en is gelegen op het adres Gitstappermolenweg 8a te Vlodrop. De watermolen bevindt zich even ten oosten van de buurtschap Etsberg. De watermolen wordt gevoed door water van de Rothenbach. De Rothenbach is een beek die ter plaatse de grens vormt tussen Duitsland (Nord-Rhein-Westfalen) en Nederland (Limburg).
Het waterrad heeft een doorsnede van 5,06 m en is 85 cm breed. De molen heeft twee koppel maalstenen van 140 cm doorsnede. De molen is voor het luien (ophijsen) voorzien van een kammenluiwerk.

## Geschiedenis
De molen is gebouwd op aanwijzing van de Gelderse hertog Willem van Gulik, die op 26 december 1377 bepaalde dat er op een locatie bij de 'Geitstapperbeeck' een molen moest worden gebouwd. Steven van Oerade werd met de bouw belast.
De watermolen had tot 1750 een houten gebouw, waarna het huidige stenen molengebouw met twee schepraderen werd gebouwd, één om graan te malen en één om olie te slaan. De oliemolen werd rond 1918 verwijderd.
In 1988 werd de molen gerestaureerd.

## Overbrengingen
- De overbrengingsverhouding is 1 : 5,28.
- Het aswiel heeft 63 kammen.
- De bonkelaar heeft 53 staven.
- Het spoorwiel heeft 80 kammen.
- De steenrondsels hebben elk 18 staven.

## Eigenaar
- Gemeente Roerdalen tot 2017.
- Familie Heinen, sinds maart 2017.